# ドイツ・ツアー2005
ドイツ・ツアー2005は、ドイツ・ツアーの再開7回目のレース。2005年8月15日から23日まで行われた。

## 日程
| 区間 | 月日 | スタート － ゴール                               | km    | 区間1位                    | 区間2位                      | 区間3位                    | 総合1位                    |
| ---- | ---- | ------------------------------------------------ | ----- | -------------------------- | ---------------------------- | -------------------------- | -------------------------- |
| 1    | 8/15 | アルテンブルク － プラウエン                     | 164.2 | ブラム・タンキンク         | フアン・ホセ・コーボ         | ベルンハルト・アイゼル     | ブラム・タンキンク         |
| 2    | 8/16 | ペグニッツ － ボーデンマイス                     | 199.3 | フィリッポ・ポッツァート   | イェルク・ヤクシェ           | マウリシオ・アルディラ     | ブラム・タンキンク         |
| 3    | 8/17 | ボーデンマイス － クフシュタイン                 | 227.3 | ダニエーレ・ベンナーティ   | フィリッポ・ポッツァート     | ゼバスティアン・ジードラー | ブラム・タンキンク         |
| 4    | 8/18 | クフシュタイン － ゼルデン                       | 171.6 | リーヴァイ・ライプハイマー | ゲオルク・トチュニヒ         | ヤン・ウルリッヒ           | リーヴァイ・ライプハイマー |
| 5    | 8/19 | ゼルデン － フリードリヒスハーフェン             | 219.2 | ダニエーレ・ベンナーティ   | ロジャー・ハモンド           | バーデン・クック           | リーヴァイ・ライプハイマー |
| 6    | 8/20 | フリードリヒスハーフェン － ジンゲン             | 171.3 | マキシム・イグリンスキー   | ユルヘン・ファンデンブルック | アレッサンドロ・バッラン   | リーヴァイ・ライプハイマー |
| 7    | 8/21 | ジンゲン － フェルドベルク                       | 177.7 | カデル・エヴァンス         | ファビアン・イェーカー       | イェルク・ヤクシェ         | リーヴァイ・ライプハイマー |
| 8    | 8/22 | ルートヴィヒスハーフェン － ヴァインハイム (ITT) | 31.1  | ヤン・ウルリッヒ           | ボビー・ジュリック           | リーヴァイ・ライプハイマー | リーヴァイ・ライプハイマー |
| 9    | 8/23 | バート・クロイツナッハ － ボン                   | 168.0 | ダニエーレ・ベンナーティ   | バーデン・クック             | ファビアン・カンチェラーラ | リーヴァイ・ライプハイマー |

## 総合成績
|    | 選手名                     | チーム名             | 時間           |
| -- | -------------------------- | -------------------- | -------------- |
| 1  | リーヴァイ・ライプハイマー | ゲロルシュタイナー   | 37時間24分35秒 |
| 2  | ヤン・ウルリッヒ           | T-モバイル           | + 31秒         |
| 3  | ゲオルク・トチュニヒ       | ゲロルシュタイナー   | + 1分23秒      |
| 4  | イェルク・ヤクシェ         | リベルティ・セグロス | + 1分29秒      |
| 5  | カデル・エヴァンス         | ダヴィタモン・ロット | + 1分53秒      |
| 6  | タデイ・ヴァリャヴェツ     | フォナック           | + 3分53秒      |
| 7  | ファビアン・イェーカー     | サウニエル・ドゥバル | + 4分26秒      |
| 8  | マルツィオ・ブルセギン     | ファッサ・ボルトロ   | + 5分07秒      |
| 9  | ソウル・ライシン           | クレディ・アグリコル | + 6分03秒      |
| 10 | パトリック・ジンケヴィッツ | クイックステップ     | + 6分30秒      |

山岳賞
- リーヴァイ・ライプハイマー [1]

ポイント賞
- ダニエーレ・ベンナーティ